# Musztra paradna

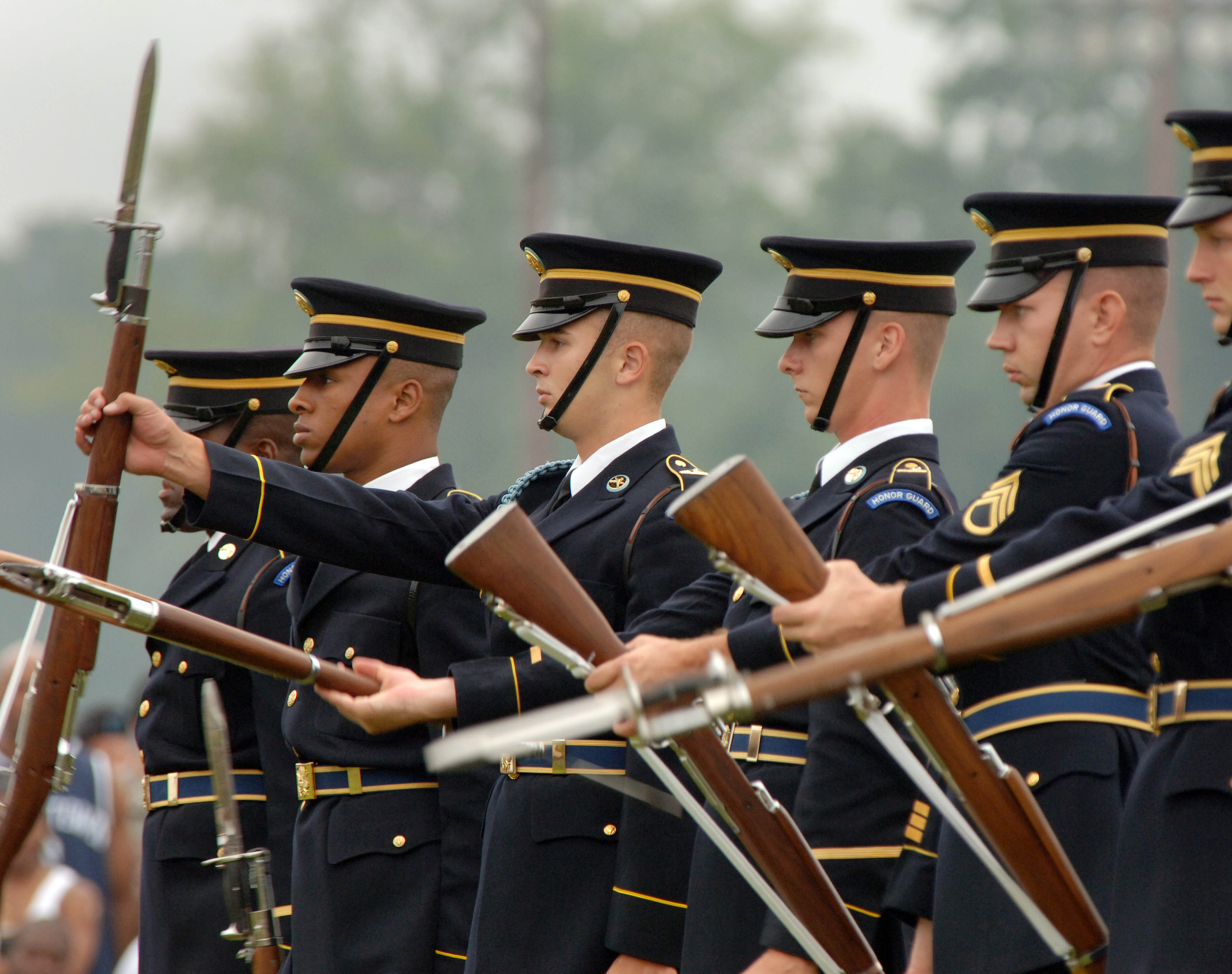
Pokaz musztry paradnej w wykonaniu żołnierzy armii amerykańskiej

Musztra paradna – szczególna odmiana musztry formacji zmilitaryzowanych (zazwyczaj wojskowych, ale także policyjnych, strażackich itp.) opracowywana na potrzeby pokazów publicznych (parad).
Musztra paradna jest pokazem wybranych elementów regulaminowej musztry zespołowej, tworzących jednolitą kompozycję, wykonywanych przez pododdział z odpowiednim podkładem muzycznym.

## Charakterystyka
Każdy taki pokaz reżyserowany jest indywidualnie z uwzględnieniem właściwości miejsca pokazu (np. plac apelowy, stadion, plac miejski, ulica itp.) i zawiera zazwyczaj elementy przemarszu (defilada) oddziałów pieszych lub konnych, najczęściej wraz z orkiestrą wojskową (policyjną, strażacką). Pokazy musztry paradnej wzbogacone być mogą też przez pokazy chwytów bronią, pokazy przemarszów oddziałów ze zmianami kierunku lub przeplataniem się kierunków marszu, a także przez umundurowanie części oddziałów uczestniczących w pokazie w różny sposób (w tym – w mundury historyczne); często niektórym oddziałom towarzyszą poczty sztandarowe. Niekiedy pokazowi musztry paradnej towarzyszy salwa honorowa – bądź to artyleryjska, bądź z osobistej broni palnej uczestników pokazu.
Elementy musztry paradnej występują także podczas zmian wart, np. przy pałacach królewskich (Wielka Brytania, Dania, Norwegia itp.) lub książęcych (np. Monako), a w krajach niebędących monarchiami – na przykład podczas zmian wart w miejscach takich jak Grób Nieznanego Żołnierza w Warszawie, w szczególności w dniach uroczystości państwowych.

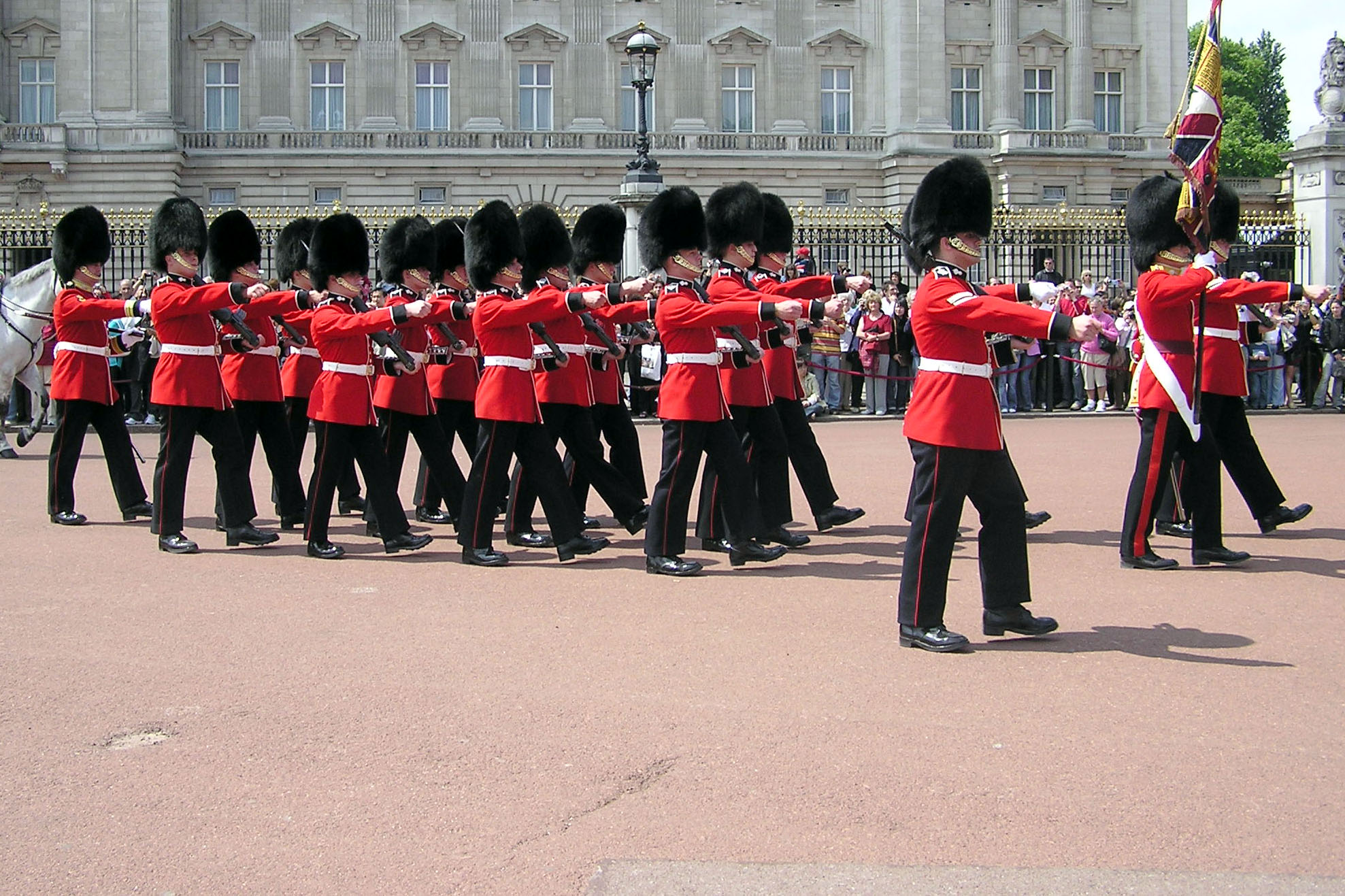
Przemarsz oddziału brytyjskiej straży królewskiej podczas ceremonii zmiany warty
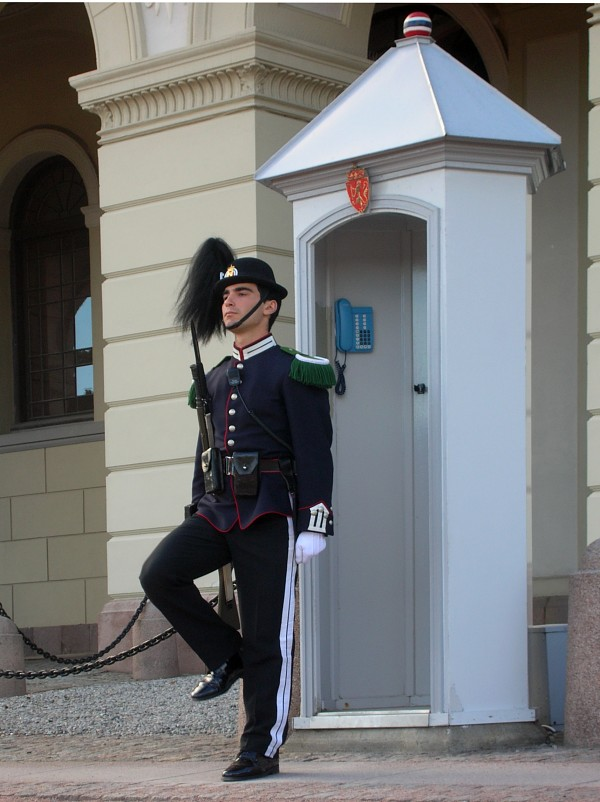
Elementy musztry paradnej na posterunku straży przed pałacem królewskim w Oslo
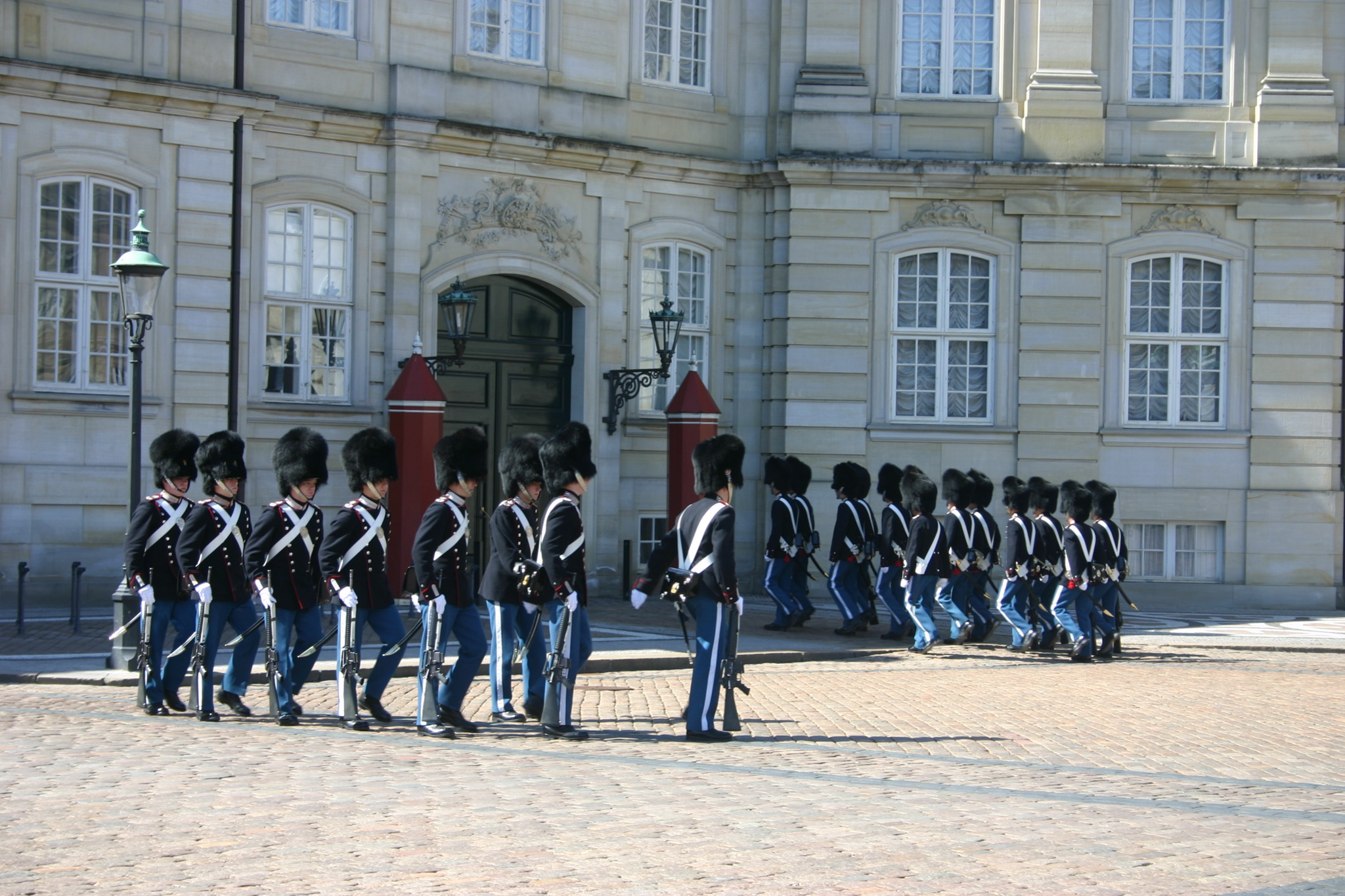
Paradna zmiana warty w Kopenhadze